# 오티스 (영화)
《오티스》(Otis)는 미국에서 제작된 토니 크랜츠 감독의 2008년 스릴러, 코미디, 공포 영화이다. 보스틴 크리스토퍼 등이 주연으로 출연하였고 존 시반 등이 제작에 참여하였다.

## 출연

### 주연
- 보스틴 크리스토퍼
- 애슐리 존슨

### 조연
- 다니엘 스턴
- 일레나 더글라스
- 케빈 폴락
- 제어 번즈
- 자레드 커스니츠
- 타라 페이지
- 버트 벌로스
- 브렛 골로브
- 애슐리 그린
- 데이비드 힐
- 로렌스 힐톤-제이콥스
- 게리 크라우스
- 제이미 맥브라이드
- 니콜 노그래디
- 트레이시 스코긴스
- K.T. 탕가벨루
- 크리스틴 트럭세스

## 기타
- 제작보: 아론 빌렛
- 협력프로듀서: 리스 피어슨
- 협력프로듀서: 존 잭슨
- 음악지원: 브라이언 에노
- 미술: 프랭크 볼링거
- 세트: 이든 바
- 의상: 다니엘 라운젤
- 배역: 존 잭슨